# Roberto Bermúdez de Castro
Ne doit pas être confondu avec José Antonio Bermúdez de Castro.
Roberto Pablo Bermúdez de Castro Mur, né le 25 janvier 1971 à Huesca, est un homme politique espagnol membre du Parti populaire (PP).
Candidat défait lors des élections municipales de 2003 et 2007 à Huesca, il obtient un mandat de sénateur lors des élections générales de mars 2008. Il démissionne de son mandat en juillet 2011 lorsqu'il est élu aux Cortes d'Aragon puis nommé conseiller à la Présidence, à l'Intérieur et à la Justice dans le gouvernement de Luisa Fernanda Rudi. Homme de confiance de la vice-présidente du gouvernement espagnol Soraya Sáenz de Santamaría et de Rudi, qui comptait en faire son successeur en Aragon, il accepte la proposition formulée par la première et devient secrétaire d'État aux Administrations territoriales en novembre 2016. Il perd son poste en juin 2018 en conséquence de la chute du deuxième gouvernement de Mariano Rajoy du fait de l'adoption d'une motion de censure proposée par le Parti socialiste ouvrier espagnol et abandonne la vie politique.

## Biographie

### Vie privée
Compagnon de la journaliste Esther Iriarte, Roberto Bermúdez de Castro est père de deux enfants dont le premier, une fille, est né en septembre 2014,.

### Formation et vie professionnelle
Étudiant de l'université ouverte de Catalogne, Roberto Bermúdez de Castro est diplômé en sciences entrepreneuriales et titulaire d'une licence en administration et direction d'entreprises. Il fonde un cabinet de conseil en entreprise et dirige divers projets dans le domaine des énergies renouvelables.

### Deux échecs à la mairie de Huesca
Il postule à la mairie de Huesca lors des élections municipales de 2003 et 2007 pour le compte du PP. Battu lors des deux scrutins par le maire socialiste Fernando Elboj Broto, il siège comme conseiller municipal d'opposition. Désigné par son parti, il siège à la députation provinciale de Huesca et préside la comarque Hoya de Huesca. Il est relevé par sa collègue Ana Alós à la fonction de porte-parole municipal en 2008 puis comme tête de liste pour les élections municipales de mai 2011. Celle-ci obtiendra onze des vingt-cinq mandats du conseil municipal et deviendra la première femme élue maire de la ville, notamment grâce à l'abstention du Parti aragonais.

### Un mandat de sénateur
Il se présente lors des élections générales du 9 mars 2008 pour l'un des quatre sièges de sénateur de la circonscription de Huesca. Obtenant 46 664 voix et le quatrième meilleur score derrière les trois candidats socialistes, il est élu à la chambre haute des Cortes Generales et siège sur les bancs du groupe populaire alors dans la minorité. Membre de la commission bicamérale pour l'Étude du changement climatique, il intègre les commissions de la Culture et de la Science et de l'Innovation. Premier vice-président de la commission spéciale chargée d'élaborer un livre blanc pour la Jeunesse de 2020, il est vice-porte-parole à la commission des Entités locales. En novembre 2008, Luisa Fernanda Rudi le choisit pour intégrer la direction régionale du Parti populaire d'Aragon au poste de vice-secrétaire à l'Action territoriale et électorale.
Élu député aux Cortes d'Aragon lors des élections aragonaises de mai 2011 auxquelles il concourt en deuxième position sur la liste d'Antonio Torres dans la circonscription de Huesca, il abandonne son mandat sénatorial le 25 juillet suivant.

### Membre du gouvernement d'Aragon

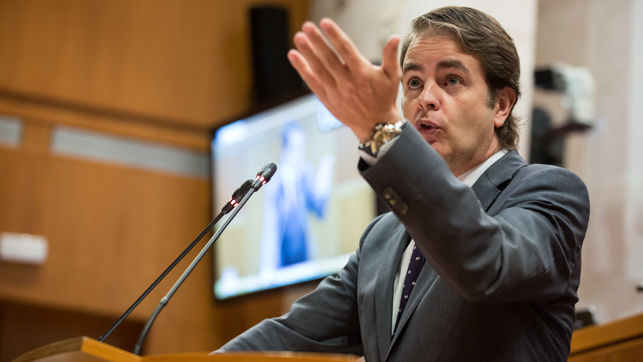
Roberto Bermúdez de Castro s'exprimant à la tribune des Cortes d'Aragon en octobre 2016.

Ayant occupé diverses responsabilités au sein du Parti populaire d'Aragon comme celles de président des Nouvelles générations (NNGG) et de secrétaire provincial à Huesca, il est nommé conseiller à la Présidence et à la Justice de la députation générale d'Aragon après la victoire de Luisa Fernanda Rudi et la nomination de son gouvernement. En janvier 2014, il annonce l'inauguration d'un nouveau palais de justice dans la capitale nord-aragonaise pour le mois d'avril suivant afin de rassembler l'ensemble des tribunaux dispersés dans Huesca. L'édifice d'une superficie de 12 000 mètres carrés est conçu pour héberger les tribunaux d'instruction et de première instance, les juges pour enfants, les sections sociales et du contentieux administratif ainsi que l'Audience provinciale de Huesca et le parquet. Cet investissement de 12 millions d'euros correspond à la troisième phase d'un plan de rénovation des institutions judiciaires d'Aragon après la réfection du siège de l'Audience provinciale de Saragosse en février 2012 et l'inauguration d'une cité de la justice dans cette même ville en mai 2013. Il annonce également des travaux d'aménagement dans les tribunaux de Teruel ainsi que la restructuration du Tribunal supérieur de justice d'Aragon (TSJA). Son département exécutif a également travaillé à l'amélioration du système informatique judiciaire Minerva, précédemment utilisé par l'État, afin que celui-ci puisse s'adapter à la nouvelle gestion de la justice par les communautés autonomes. Il critique, à cet effet, que certaines communautés ont développé leur propre système informatique sans que ces différents systèmes soient compatibles entre-eux.
En mars 2015, il présente le portail de transparence d'Aragon prévu dans le cadre de la loi 8/2015 relative à la transparence de l'activité publique et la participation citoyenne votée le même mois par les Cortes d'Aragon. Ce portail, contenant plus de 1,3 million de données à sa création, permet la consultation des indemnités et du curriculum vitae de tous les hauts-fonctionnaires et membres du gouvernement régional, ainsi que l'ensemble des subventions octroyées à partir de 2007, les marchés publics intervenus à partir de 2009 et des données relatives au patrimoine de la communauté autonome. Le portail permet en outre de connaître l'organigramme et la politique menée par chacun des titulaires de l'exécutif. Bermúdez de Castro annonce également la création d'un bureau de la transparence et d'un conseil chargé de vérifier le correct accomplissement de la loi.
Lors des élections aragonaises de mai 2015, le gouvernement de Luisa Fernanda Rudi perd la majorité parlementaire sur laquelle il s'appuyait. Une nouvelle majorité de gauche permet l'élection de Javier Lambán à la présidence de la communauté autonome. Roberto Bermúdez de Castro est donc logiquement remplacé le 6 juillet 2015 par le socialiste Vicente Guillén Izquierdo au gouvernement. Il prend alors la tête du groupe parlementaire populaire aux Cortes d'Aragon,.

### Secrétaire d'État

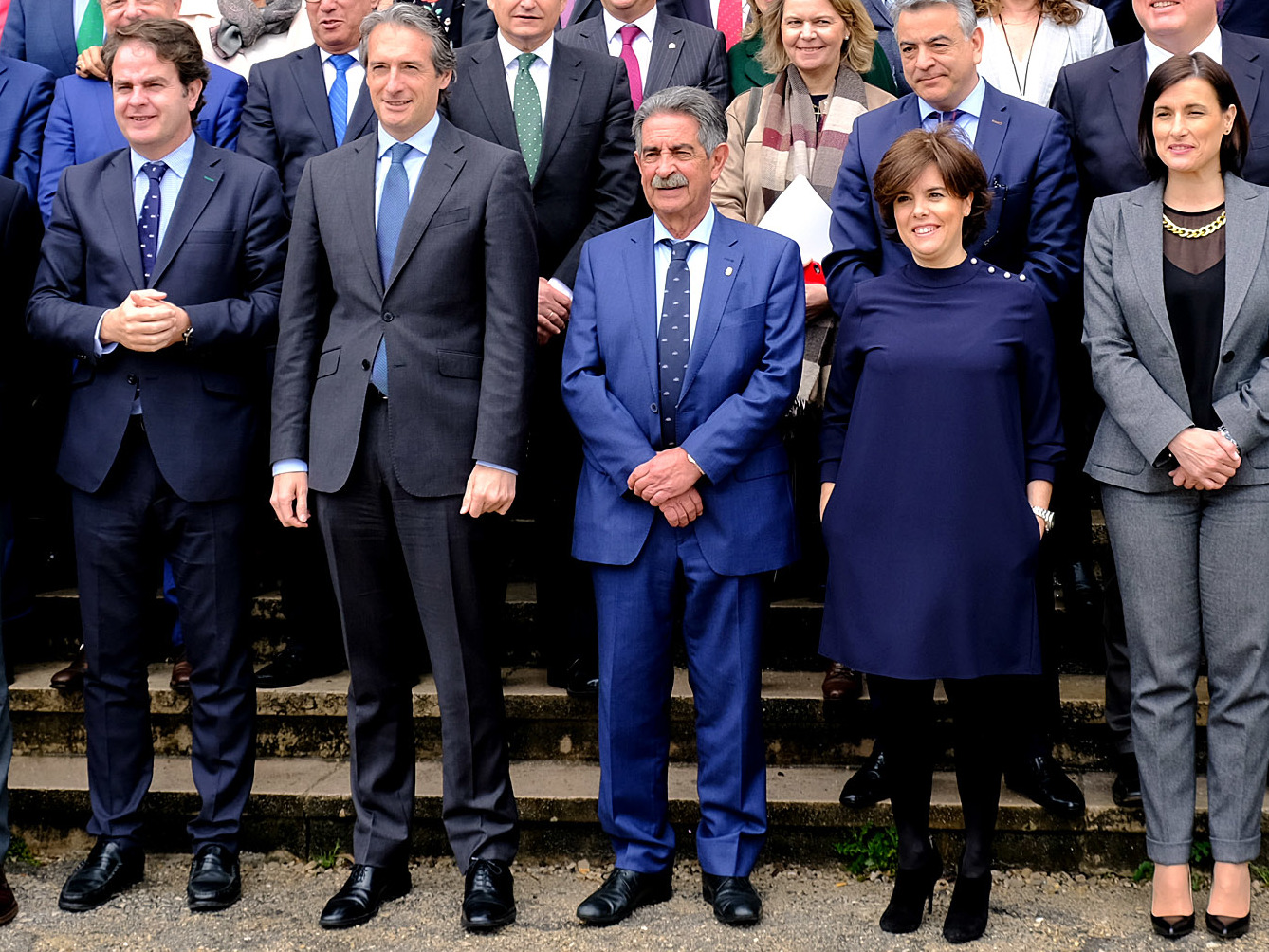
Roberto Bermúdez de Castro avec le ministre de l'Équipement Íñigo de la Serna, le président de Cantabrie Miguel Ángel Revilla et la vice-présidente du gouvernement Soraya Sáenz de Santamaría en avril 2018.

Considéré comme très proche de la vice-présidente du gouvernement Soraya Sáenz de Santamaría, à l'instar de personnalités comme José Luis Ayllón, il est nommé secrétaire d'État aux Administrations territoriales au sein du ministère de la Présidence et des Administrations territoriales le 19 novembre 2016 ; poste nouvellement créé,. Il démissionne en conséquence de son mandat parlementaire régional,. Il travaille essentiellement à la mise en œuvre de l'« Opération dialogue » qui vise à tendre des ponts et établir des points d'accroche entre les institutions nationales et celles de Catalogne aux côtés d'Enric Millo, nommé au poste stratégique de délégué du gouvernement en Catalogne. Le plan se solde néanmoins par un échec dont la responsabilité est attribuée à l'impossibilité de négocier avec un « mur ».

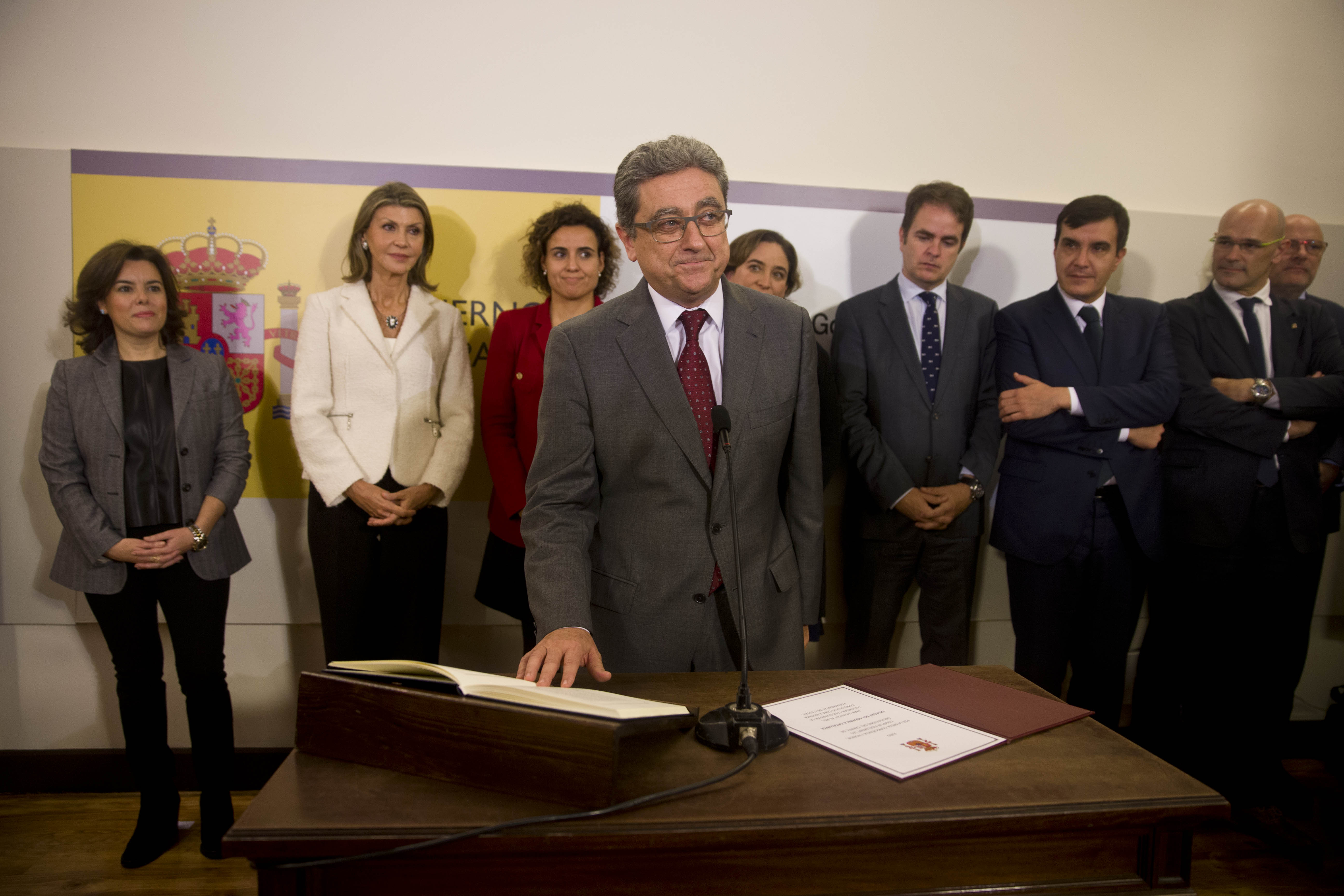
Roberto Bermúdez de Castro assiste à l'assermentation d'Enric Millo comme délégué du gouvernement en novembre 2016.

Dans le cadre de l'application de l'article 155 de la Constitution espagnole dans cette communauté autonome, à partir d'octobre 2017, il est chargé de gérer les affaires courantes et de coordonner l'action de la Généralité par délégation de la vice-présidente. Il gagne alors les surnoms de « monsieur 155 » et « architecte du 155 ». Afin de souligner que le contrôle sur les institutions catalanes est le plus minime possible, il indique que les indépendantistes « ne verront aucune image de lui et de son équipe dans les édifices de la Généralité » et ordonne de ne retirer aucun ruban jaune ou pancarte demandant la libération des membres de l'ancien gouvernement Puigdemont. Le 10 janvier suivant, il déclare ne pas pouvoir écouter la chaine de télévision régionale TV3 « plus de cinq minutes ». Il dénonce le fait que la société cautionne que des « applications [numériques] permettent de signaler des établissements [scolaires] dans lesquels l'enseignement n'est pas réalisé en catalan ». Remerciant la collaboration manifestée par Elsa Artadi et la possibilité d'établir un dialogue avec des personnalités comme Pere Aragonès et Marta Pascal, il critique le « personnalisme » employé par Carles Puigdemont ainsi que l'attitude déloyale manifestée par Ciudadanos qui réalise, selon lui, de la « politique à coup de sondages ».
En octobre 2022, Roberto Bermúdez de Castro indique avoir alors été surpris de la « complicité » manifestée par certains indépendantistes dans l'application de l'article 155 de la Constitution en Catalogne, notamment par Jordi Puigneró — ensuite vice-président du gouvernement régional. Il soutient également qu'il « y avait ceux qui étaient indépendantistes le jour et constitutionnalistes la nuit ».

### Retrait temporaire de la vie politique
Le 4 juin 2018, alors qu'il se trouve en situation d'intérim du fait de l'adoption de la motion de censure déposée contre le gouvernement de Mariano Rajoy par les socialistes, il est invité par Luis Felipe Serrate — maire socialiste de Huesca — à signer le livre d'or de la capitale provinciale en reconnaissance de l'aide apportée et du travail réalisé en faveur de la réouverture du camp militaire Sancho Ramírez, fermé en janvier 2015 par le ministre de la Défense du gouvernement Rajoy I, Pedro Morenés,.
Le 8 juin suivant, après avoir communiqué sa décision à Sáenz de Santamaría, María Dolores de Cospedal et Luisa Fernanda Rudi, qui comptait pourtant en faire son dauphin à la présidence du Parti populaire d'Aragon, il annonce son intention d'abandonner la vie politique et retourner travailler dans le privé dans sa province natale,. Il est officiellement relevé de ses fonctions le 19 juin 2018. Dans le nouvel exécutif de Pedro Sánchez, le portefeuille des Administrations territoriales est renommé en secrétariat d'État à la Politique territoriale, désormais dépendant du ministère de la Politique territoriale et de la Fonction publique dirigé par Meritxell Batet.
Il soutient Soraya Sáenz de Santamaría dans le cadre du 19e congrès du Parti populaire, convoqué après le retrait de Mariano Rajoy de la vie politique. Dans la perspective des élections parlementaires aragonaises du 26 mai 2019, le président de Ciudadanos Albert Rivera tente de le faire revenir à la vie politique en le débauchant comme chef de file électoral pour ce scrutin, dans un mouvement général de recrutement de transfuges issus du Parti populaire, mais Roberto Bermúdez de Castro ne donne pas suite à cette proposition.
En octobre 2018, Roberto Bermúdez de Castro rejoint la Ligue nationale de football professionnel (LaLiga) en tant que directeur des relations institutionnelles et adjoint au président Javier Tebas, également originaire de la province de Huesca. Il quitte son poste en janvier 2023,.

### Retour en Aragon
Collaborant avec le maire de Saragosse Jorge Azcón depuis plusieurs mois, notamment en matière de stratégie et d'élaboration d'argumentaires, Roberto Bermúdez de Castro est inclus sur la liste du PP dans la circonscription de Saragosse en vue des élections aragonaises du 28 mai 2023. Il indique qu'il s'agit d'un « bon moment » pour revenir en politique et que sa « seule aspiration est de donner un coup de main pour récupérer le gouvernement d'Aragon »,. Il est effectivement investi en 7e position sur la liste conduite par Azcón.